# Ammothea bentartica
Ammothea bentartica is een zeespin uit de familie Ammotheidae. De soort behoort tot het geslacht Ammothea. Ammothea bentartica werd in 2001 voor het eerst wetenschappelijk beschreven door Munilla. 